# Усида, Томохару
Томохару Усида (яп. 牛田智大, род. 1999) — японский пианист.
Усида учился в Московской государственной консерватории имени П. И. Чайковского под руководством Юрия Слесарева и Александра Вершинина. В 2012 году, в 12 лет, он выпустил свой дебютный альбом Liebesträume  на лейбле Universal Classics, став самым молодым японским классическим пианистом с собственным альбомом.
Пианист проявлял необычайный музыкальный талант с раннего возраста — начал играть на фортепиано в возрасте трёх лет. Выиграл 1-й приз во 2-м Шанхайском круглогодичном дивизионе Котодо Кото Денсэцу Дайсай в возрасте пяти лет. В 8-летнем возрасте получил 1-ю премию на Международном конкурсе пианистов им. Шопена в Азии и пять лет подряд удерживал первенство. В 12 лет (2012 год) получил первый приз среди самых молодых исполнителей академической музыки на 16-м Международном конкурсе пианистов в Хамамацу. В том же году он дебютировал с компакт-диском Universal Music как самый молодой японский пианист.
Усида сочинил тематическую музыку выставки «Лихтенштейн», которая проходила в новом Национальном художественном центре в Токио, и исполнил её в присутствии Нарухито, тогда крон-принца, а ныне императора Японии, в 2012 году.
В 2014 году Усида впервые выступал с зарубежными музыкантами — Венским камерным оркестром (дирижируемым Стефаном Владиром). В 2015 и 2019 годах выступал с Российским национальным оркестром под руководством Михаила Васильевича Плетнёва, Венгерским национальным филармоническим оркестром под управлением Кеничиро Кобаяши (2016 г.) и Яцека Каспшика (2018 год), Варшавского национального филармонического оркестра (2018). Был приглашён в качестве солиста на выступление Российского национального оркестра в Москве под управлением В. И. Платонова в мае 2019 года, в августе того же года дал сольные концерты в Варшаве и в октябре — в Брюсселе.